# Cantharocybe gruberi
Cantharocybe gruberi är en svampart som först beskrevs som Clitocybe gruberi av Alexander Hanchett Smith, och fördes till Cantharocybe av Howard Elson Bigelow och Alexander Hanchett Smith 1973. Cantharocybe gruberi ingår i släktet Cantharocybe och familjen musslingar.   Inga underarter finns listade i Catalogue of Life.